# Cimetière de l'Ouest de Reims
Pour les articles homonymes, voir Cimetière de l'Ouest.
Le  cimetière de l'Ouest est un cimetière de la ville de Reims.
Il se situe rue de Bezannes à Reims, en face du parc Saint-John-Perse.

## Historique
Le cimetière de l'Ouest fut ouvert à Reims, en 1893, sur un terrain donné par Mme Veuve Eugène Rœderer .
Elle fit également construire la chapelle Sainte-Geneviève. Une plaque de dédicace se trouve à l'intérieur de la chapelle. 
Pendant la Seconde Guerre mondiale des soldats allemands y furent inhumés mais les dépouilles furent rapatriées.
 

## Chapelle Sainte-Geneviève

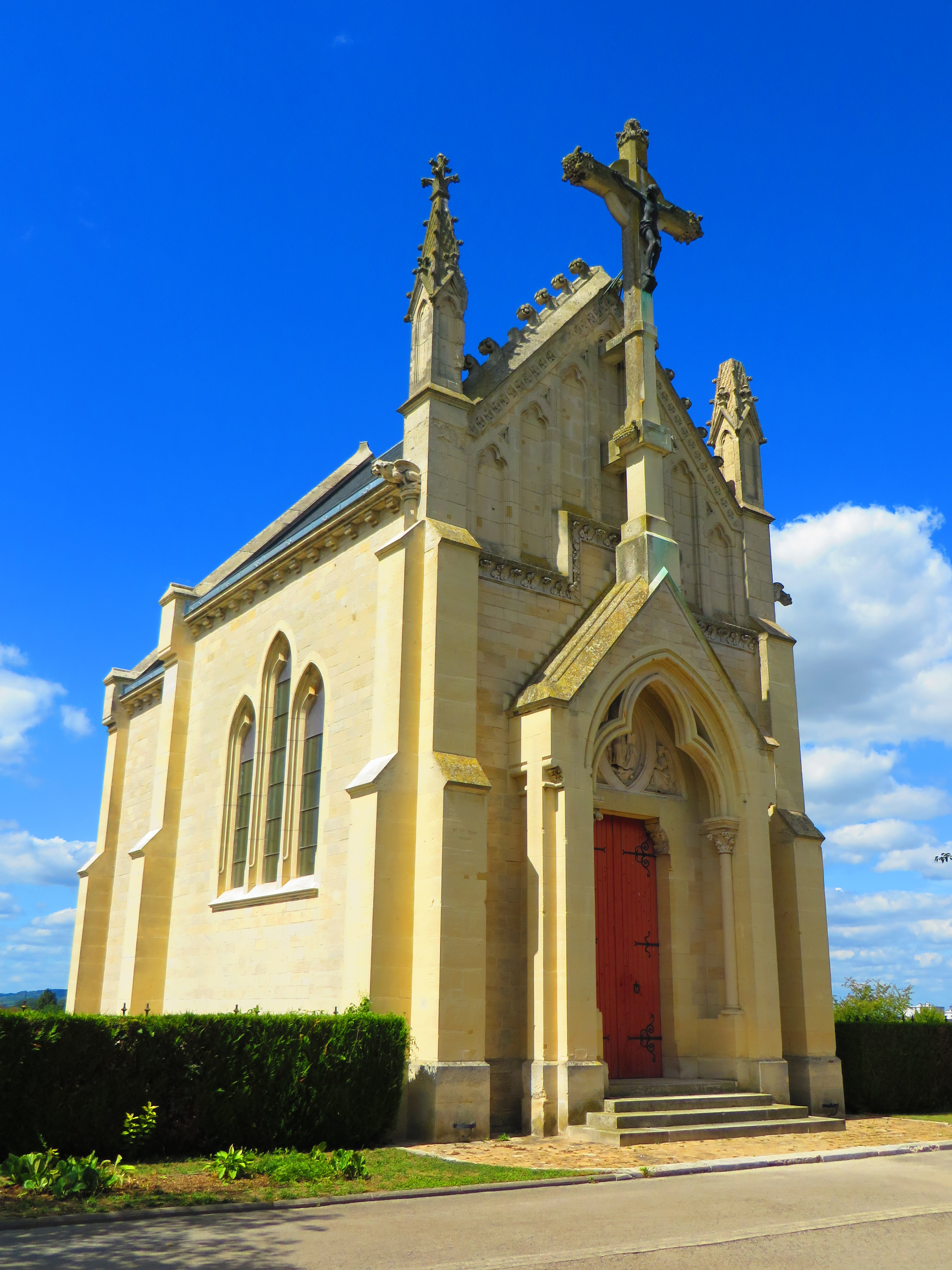
La chapelle Sainte-Geneviève.

La chapelle Sainte-Geneviève, fut construite sur les plans de l'architecte inspecteur diocésain Edouard Thiérot par l’entrepreneur Demerlé.
Le tympan représentant Jésus tenant un livre est attribué au sculpteur Antoine Margotin, père de Léon Margotin.
Elle comporte un autel de marbre noir de la société Bulteau-Duran.

## Plan du cimetière de l'Ouest
Le tracé des allées du cimetière est dû au paysagiste rémois Édouard Redont qui se serait inspiré du genre courant en Amérique du Nord.

## Personnalités
Les personnalités suivantes ont été inhumées au cimetière de l'Ouest de Reims :
- Edmond Chauvet[5],
- Georges Chauvet,
- Édouard Redont[6],
- Enguerrand Homps,
- Victor Desmet, était un des huit derniers compagnons de la Libération[7].

## Sépultures de personnes des congrégations religieuses
Il accueille de nombreuses sépultures de personnes des congrégations religieuses autour de la chapelle.

### Mémorials
Le cimetière comporte aussi des carrés militaires :
- soldats de la Première Guerre mondiale ;
- soldats de la Seconde Guerre mondiale ;
- soldats du Commonwealth.

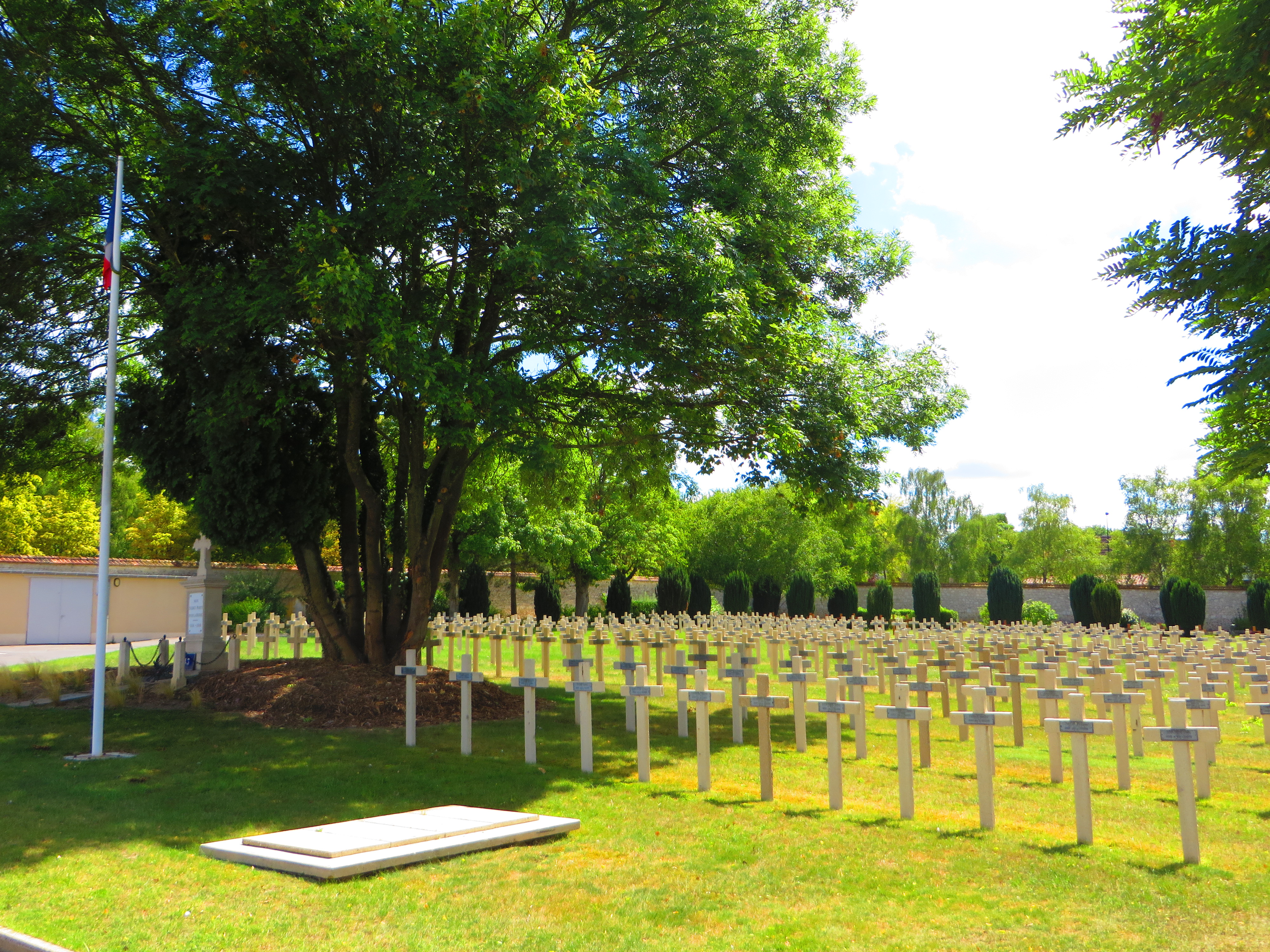
Carrés des soldats des 1re et 2e Guerres mondiales.
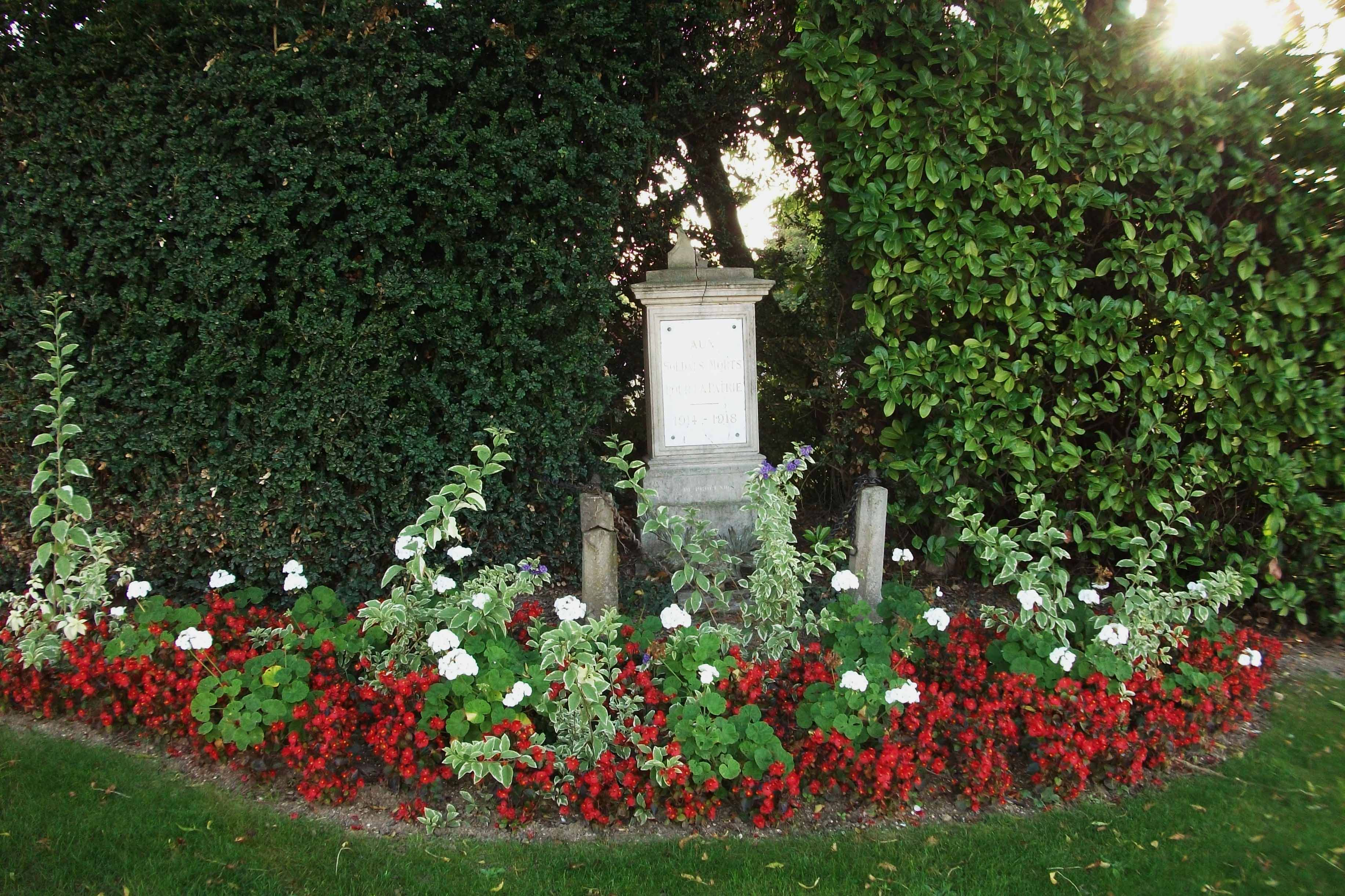
Monument aux morts de la guerre 14-18.